# Q Centauri
Désignations
Q Centauri (en abrégé Q Cen) est une étoile binaire de la constellation australe du Centaure. Elle est visible à l'œil nu avec une magnitude apparente combinée de 4,98. D'après la mesure de sa parallaxe annuelle par le satellite Hipparcos, le système est situé à environ ∼ 270 a.l. (∼ 82,8 pc) de la Terre. Il s'éloigne du Système solaire à une vitesse radiale autour de +10 km/s.
La composante primaire, désignée Q Centauri A, brille d'une magnitude apparente de 5,24. C'est une étoile bleu-blanc de la séquence principale de type spectral B8,5Vn, avec la lettre « n » qui indique que son spectre présente des raies « nébuleuses » (élargies) en raison de sa rotation rapide. Elle tourne en effet sur elle-même à une vitesse de rotation projetée de 291 km/s. L'étoile est environ 3,7 fois plus massive que le Soleil et elle est âgée autour de 138 millions d'années, où elle est estimée avoir déjà passé 62 % de son temps sur la séquence principale. Elle est 93 fois plus lumineuse que le Soleil et sa température de surface est de 13 141 K.
Son compagnon, Q Centauri B, est une étoile de magnitude 6,63 qui, en date de 2016, était localisée à une distance angulaire de 5,6 secondes d'arc et selon un angle de position de 163° de Q Centauri A. C'est une étoile blanche de la séquence principale de type spectral A2,5Va, avec la lettre « a » qui indique qu'elle est inhabituellement lumineuse pour une étoile de son type.